# Plurium interrogationum

Plurium interrogationum, que l'on peut aussi appeler « multiplier les questions » ou « compliquer les questions », est un raisonnement fallacieux qui vise à tromper.
Il est commis par quelqu'un qui pose une question qui présuppose une proposition qui n'a ni été prouvée ni acceptée par la personne qui doit répondre à la question. 
Cette technique est souvent utilisée de manière rhétorique pour limiter les réponses possibles et les orienter vers ce que veut entendre l'interrogateur. La question suivante est l'exemple standard du plurium interrogationum : « Avez-vous arrêté de battre votre femme/votre mari ? » Que la personne réponde oui ou non, elle admet implicitement avoir une femme/un mari, et l'avoir battu par le passé.
Ainsi, ce fait est présupposé par la question, et s'il n'a pas été accepté par l'interlocuteur avant, la question est impropre et la tromperie logique avérée.
Cette tromperie est contextuelle : le fait que la question présuppose quelque chose n'est pas en soi-même une tromperie. C'est seulement lorsqu'une telle présupposition n'est pas acceptée par la personne à qui l'on a posé la question que l'argument devient fallacieux.

## Forme implicite
Une des formes de cette tromperie se présente ainsi : quelque chose est sous-entendu, et donc non explicitement exprimé, et formulé dans une question. Par exemple dans la question « M. Jones a-t-il un frère dans l'armée ? », rien n'indique qu'il en ait effectivement un, mais il est sous-entendu qu'il y a au moins des indications qui tendraient à prouver qu'il en ait un, ou la question ne serait pas posée. De cette manière l'interrogateur se protège de l'accusation de faire de fausses affirmations, mais tente tout de même de piéger l'interrogé.
Pour être efficace, la question doit supposer quelque chose de suffisamment extraordinaire pour n'être pas posée sans preuve ou indication. Par exemple, la question « Avez-vous un frère ? » est suffisamment banale pour être posée naïvement, sans que l'interlocuteur ne présuppose quelque connaissance que ce soit chez le questionneur.

## Autres exemples
Populaires chez les parents : « Aimes-tu plus ta mère, ton père, ou le pied de cochon ? » La réponse admet implicitement ici qu'un ordre de préférence doit être établi.
« C'est vrai ce mensonge ? » : Que la personne réponde oui ou non, elle admet implicitement avoir menti.

## Défense
Une manière commune de répondre par exemple à la question « Battez-vous toujours votre femme/mari ? » est de ne pas simplement répondre par « oui » ou par « non », mais par une phrase complète qui explique le contexte. Par exemple, « Je n'ai pas de femme/mari » ou « Je n'ai jamais battu ma femme/mon mari ». Ce qui lève toute ambiguïté, et donc invalide la tactique. Les interrogateurs peuvent cependant, à ce point, accuser la personne interrogée d'esquiver la question. La meilleure tactique, confronté à ce type de question, semble donc de ne rien répondre, ou de pointer brièvement la non-pertinence de la question. « Expliquez comment je peux battre un mari/une femme qui n'existe pas ».
Le concept « mu » peut aussi être une réponse correcte à cette question.